# آماگ
آماگ (انگلیسی: AMAG Austria Metall AG) شرکت فلزات اتریشی است، که بزرگترین تولیدکننده آلومینیوم در این کشور می‌باشد.